# Cherax parvus
Cherax parvus é uma espécie de crustáceo da família Parastacidae.
É endémica da Austrália.